# Distretto di Gilé
Il distretto di Gilé è un distretto del Mozambico, facente parte della Provincia di Zambezia.